# ケワタガモ

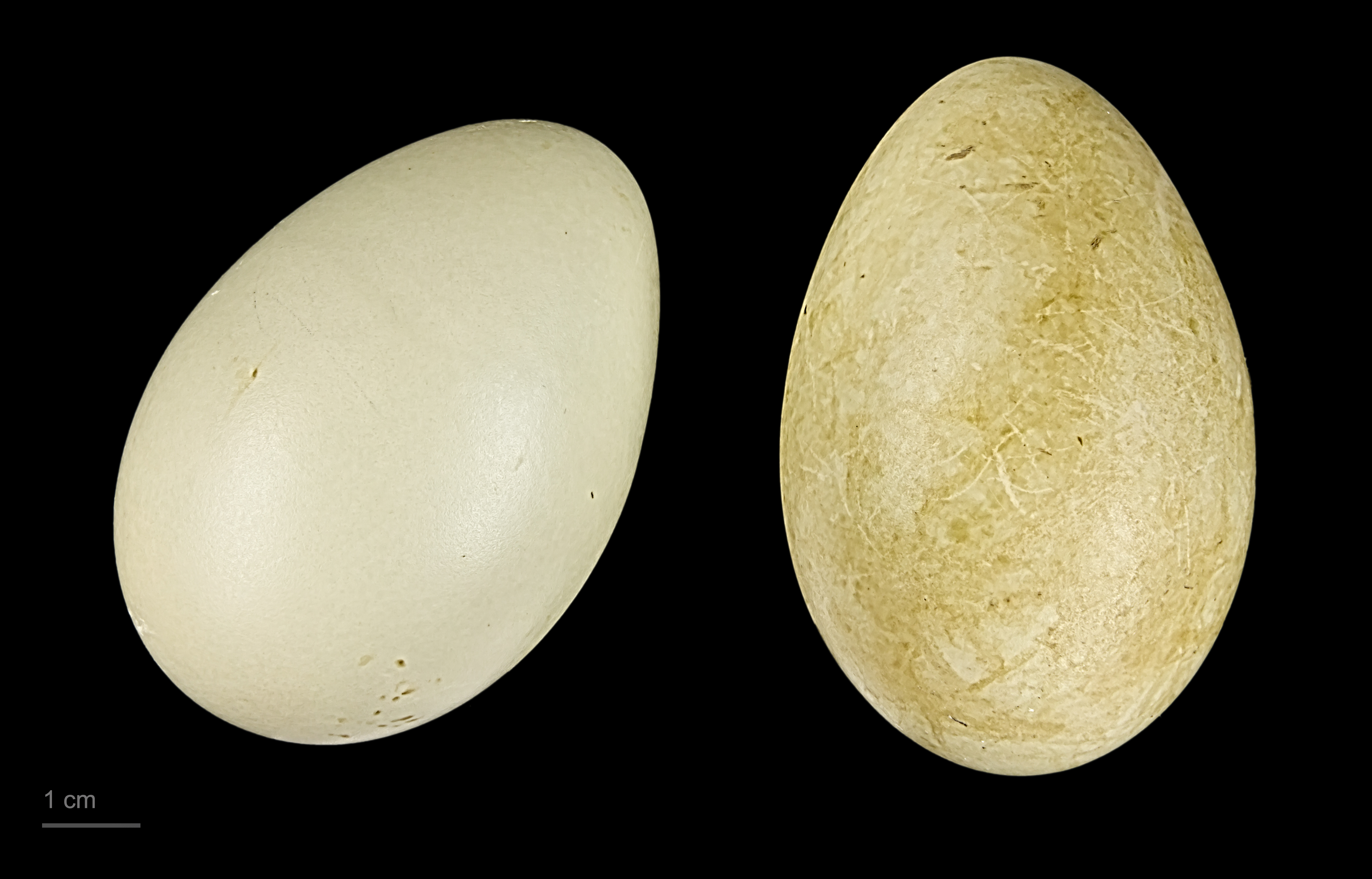
Somateria spectabilis

ケワタガモ （毛綿鴨、学名：Somateria spectabilis）は、カモ目カモ科に分類される鳥類の一種である。別名アカハナケワタガモ。「ケワタガモ」の名前の由来は、毛綿鴨の通り、良質の羽毛の採取対象とされてきたことによる。

## 分布
北極海の周辺に広く生息する。冬はアリューシャン列島、ニューファンドランド島、ノルウェー沿岸などへ渡る。
日本では迷鳥で、北海道で数回の観察記録がある。

## 形態
全長約56cm。雄の方がやや大型である。雄は、頭部は灰色、喉から頸、上背は白色で、脇から体の下面、腰から尾は黒色。嘴は橙色で基部がふくれている。雌は全身褐色である。